# Isomeria

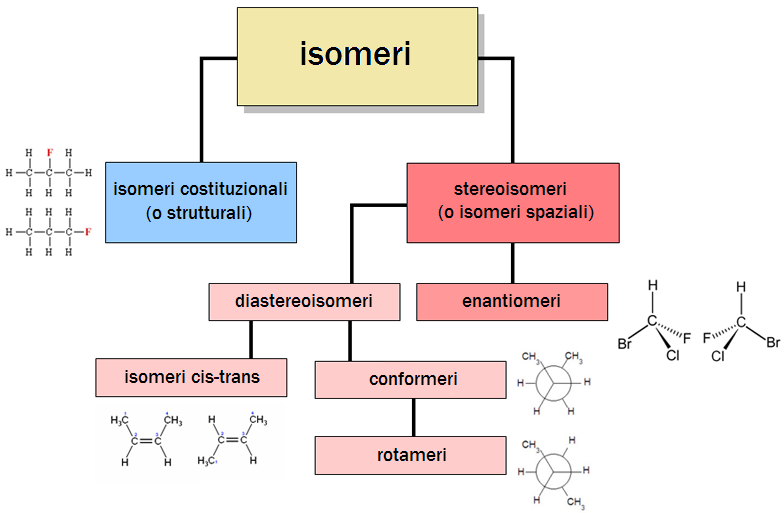
Tipi di isomeri

L'isomeria (dalle parole greche ἴσος, ísos, "uguale" e μέρος, méros, "parte") è quel fenomeno per cui sostanze diverse per proprietà fisiche e spesso anche per comportamento chimico hanno la stessa formula bruta, cioè stessa massa molecolare e stessa composizione percentuale di atomi, ma differenti strutture o diversi arrangiamenti spaziali degli atomi.

## Definizione
Composti con uguale formula bruta si dicono isomeri. Questi possono essere: isomeri costituzionali (o strutturali), se hanno formula bruta identica ma diversa connettività. Sono composti aventi la stessa formula molecolare ma diversa formula di struttura, per cui anche la disposizione degli atomi è differente. Ciò implica differenti proprietà fisiche e chimiche, dovute ai legami differenti degli elementi che compongono la molecola.

### Storia della stereoisomeria

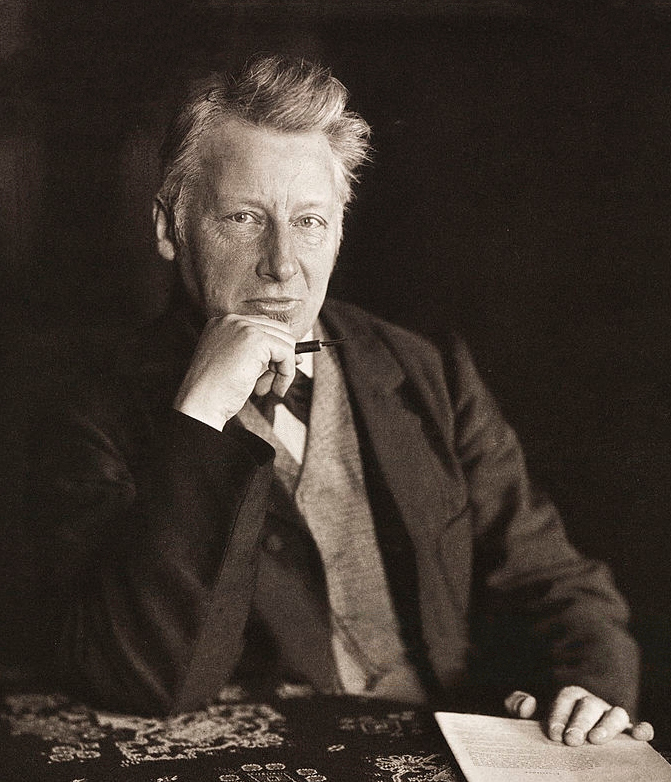
Jacobus Henricus van 't Hoff (1852-1911).

Colui a cui viene attribuita la nascita della stereoisomeria è Jacobus Henricus van 't Hoff (nato nel 1852 nei Paesi Bassi e morto nel 1911 in Germania), attraverso la pubblicazione del suo saggio "Una proposta sull'estensione nello spazio delle formule di struttura attualmente usate in chimica". E un appunto sulla relazione tra l'attività ottica e la costituzione chimica dei composti organici.". Attraverso le sue ricerche è stato possibile determinare alcune regole che, ad oggi, sono ancora significative per la materia; una di queste è sicuramente la "regola di van 't Hoff", la quale permette di calcolare in maniera immediata il numero di enantiomeri possibili che un composto organico può presentare, con la formula: 2n, dove "n" corrisponde al numero di carboni chirali.

## Tipi di isomeri
Due composti con uguale formula bruta si dicono isomeri. L'isomeria è molto diffusa e altrettanto importante nei composti organici, e le classi di isomeri si possono dividere ulteriormente in base al modo in cui gli atomi si legano fra di loro, determinando così una diversa successione di atomi o di gruppi di atomi all'interno della molecola. In altre parole, si tratta di composti che hanno la stessa formula molecolare ma una diversa formula di struttura.
Queste differenze nella struttura molecolare comportano differenti proprietà fisiche e chimiche a causa dei legami diversi tra gli elementi che compongono la molecola. L'isomeria costituzionale o strutturale può essere ulteriormente suddivisa in:

### Isomeria di catena
Isomeria di catena, che interessa la struttura dello "scheletro" di carbonio, ossia la presenza e posizione di ramificazioni o anelli; isomeri di questo tipo hanno proprietà fisiche diverse, ma reattività chimiche spesso abbastanza simili. 

### Isomeria di posizione
Isomeria di posizione, che interessa la posizione di legami multipli o di gruppi contenenti atomi diversi da carbonio e idrogeno; isomeri di questo tipo hanno proprietà fisiche diverse, ma reattività chimica spesso simile.

### Isomeria del gruppo funzionale
Isomeria di gruppo funzionale, isomeri cioè che pur avendo formula bruta uguale, presentano gruppi funzionalmente diversi, e hanno quindi proprietà chimiche e fisiche molto differenti.

### Stereoisomeri
Si definiscono stereoisomeri i composti che hanno formula bruta identica, stessa connettività, ma la diversa orientazione spaziale degli atomi li rende non sovrapponibili. Gli stereoisomeri, possono essere:

#### Isomeria ottica
L'isomeria ottica è presente nelle molecole in cui sono presenti degli elementi stereogenici, cioè elementi a causa dei quali la molecola ammette due isomeri che sono uno la forma speculare non sovrapponibile dell'altro. Elementi stereogenici possono essere un punto (un atomo, tipicamente un carbonio portante quattro sostituenti diversi, che viene definito stereocentro tetravalente tetrasostituito), un asse (l'asse di un legame fra due o più atomi ad esempio alleni portanti quattro sostituenti diversi su carboni terminali), o un piano (una molecola planare con sostituenti orientati in maniera particolare sia nel piano della molecola sia sopra o sotto questo). Le molecole di interesse per questo tipo di isomeria sono quelle in cui gli atomi sono legati tutti allo stesso modo tra di loro, hanno una diversa configurazione nello spazio, e i vari isomeri possono essere convertiti l’uno nell’altro solo per rottura dei legami.  Di questa categoria fanno parte gli enantiomeri, isomeri di cui uno è l'immagine speculare non sovrapponibile dell'altro; l’isomeria ottica e l’isomeria cis e/o trans, chiamata anche isomeria geometrica. Tipicamente due isomeri configurazionali in cui uno non è l'immagine speculare dell'altro si dicono diastereoisomeri, anche se tutte le coppie di stereoisomeri non enantiomeri possono essere considerate tipi di diastereoisomeri.

#### Isomeria geometrica o cis-trans
L'isomeria geometrica è presente nelle molecole in cui due carboni legati da un legame doppio sono entrambi legati a due gruppi differenti o, più in genere, in molecole la cui struttura impedisce una libera rotazione attorno a uno o più legami; le loro proprietà fisiche sono diverse, la loro reattività chimica è generalmente simile, ma vi sono notevoli eccezioni legate proprio a particolari configurazioni geometriche

#### Isomeria conformazionale
L'isomeria conformazionale si trova nei casi in cui pur non essendoci uno stereocentro, cui i possibili isomeri (in questo caso si possono chiamare anche conformeri o rotameri) sono frutto della rotazione di un legame semplice, o singolo (C-C) e delle possibili conformazioni di una molecola (come ad esempio nel caso in cui i sostituenti di un atomo o una catena di atomi si orienti ad elica e anche nelle conformazioni dei cicloalcani) producono molecole con ugual formula bruta, ugual connettività ma non sovrapponibili e la loro energia è differente. I conformeri non sono dei veri e propri isomeri, in quanto la barriera energetica tra le varie orientazioni è molto piccola e, a temperatura ambiente, l'una si trasforma nell'altra, pur avendo ciascuna una maggiore o minore probabilità a seconda della stabilità.Tuttavia questo livello energetico, più è alto, più rende la disposizione di tale molecola meno stabile si tratta del caso della conformazione eclissata, in cui le nubi elettroniche dei legami sono più vicine; al contrario, la conformazione sfalsata è maggiormente stabile e viene raffigurata con la proiezione di Newmann. Un ulteriore caso di differenza energetica, seppur minima, si ha nel caso delle cosiddette forme anti e gauche. Tra le conformazioni che si possono riscontrare nei cicloalcani, un fattore determinante nella stabilità dele molecole in una determinata posizione spaziale è fornita da un ingombro sterico minimizzato.

Struttura del cicloesano.

### Conformazione del cicloesano

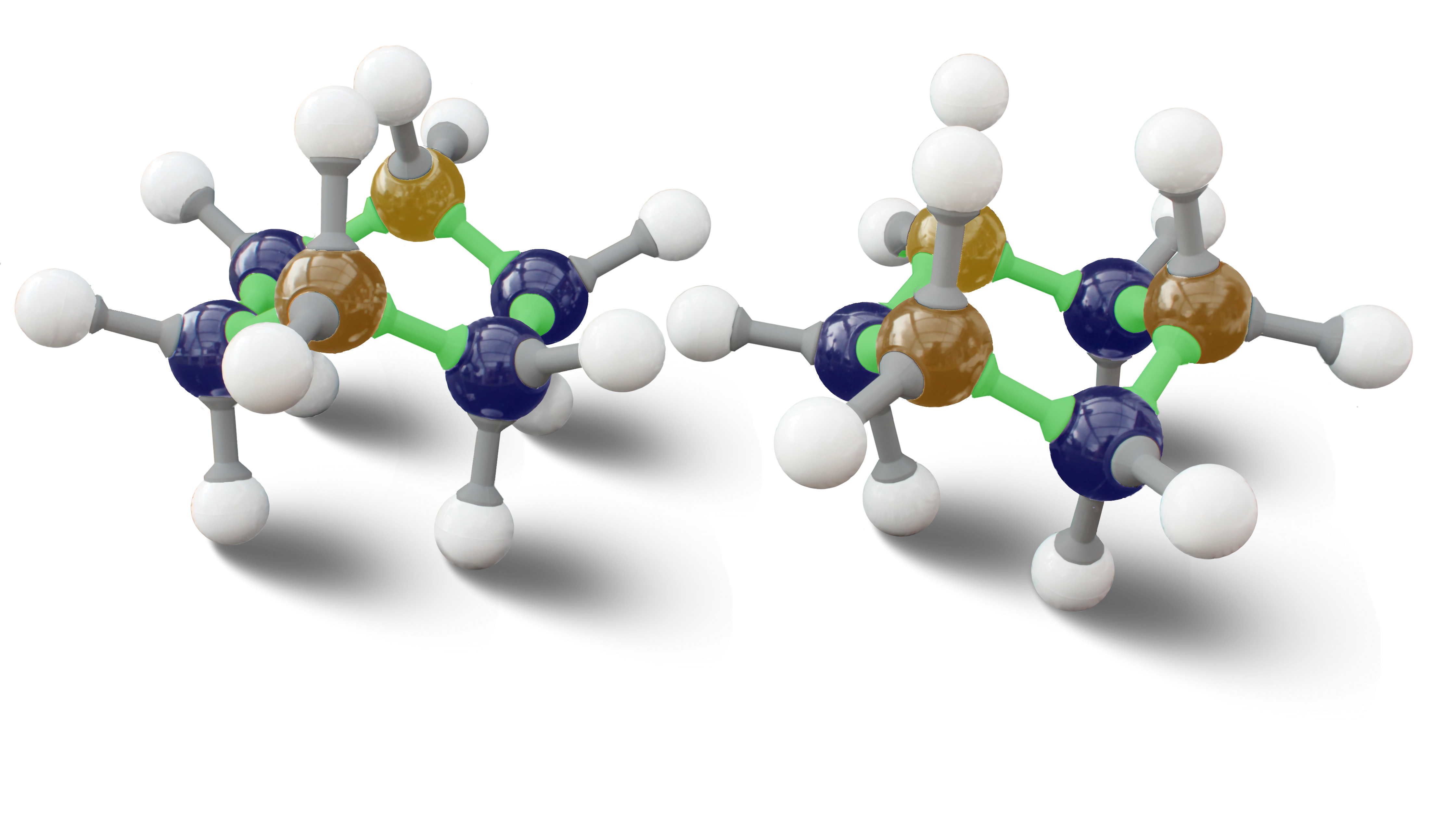
Conformazione a "sedia" (destra) e a "barca"(sinistra) del cicloesano. Opera di Jorge Stolfi.

Ogni atomo di carbonio tetraedrico presenta una deviazione degli angoli di legame di circa 109.5°, accompagnata da una tensione angolare. Una coppia di atomi di carbonio tetraedrici (ibridazione sp3) ha la tendenza di assumere una conformazione tale che i legami risultano sfalsati e una qualunque deviazione da questa disposizione è accompagnata da una tensione torsionale.
Per esempio, il cicloesano (C6H12) presenta 3 diverse conformazioni e sono tutte e tre prive di tensione angolare. Queste 3 conformazioni sono in equilibrio tra di loro e sono: sedia, barca e twist.
La forma a sedia rappresenta la conformazione più stabile, siccome c’è una disposizione sfalsata dei legami è assente la tensione torsionale.
Tra le tre la conformazione meno stabile è la forma a barca, infatti in essa è presente una tensione torsionale elevata (ΔEp = 6.5 kcal/mol) dovuta a una disposizione ecclissata dei vari legami. La forma a twist invece è intermedia (ΔEp = 5.5 kcal/mol),ma risulta più vicina alla conformazione alla barca che quella alla sedia per il valore di energia potenziale.

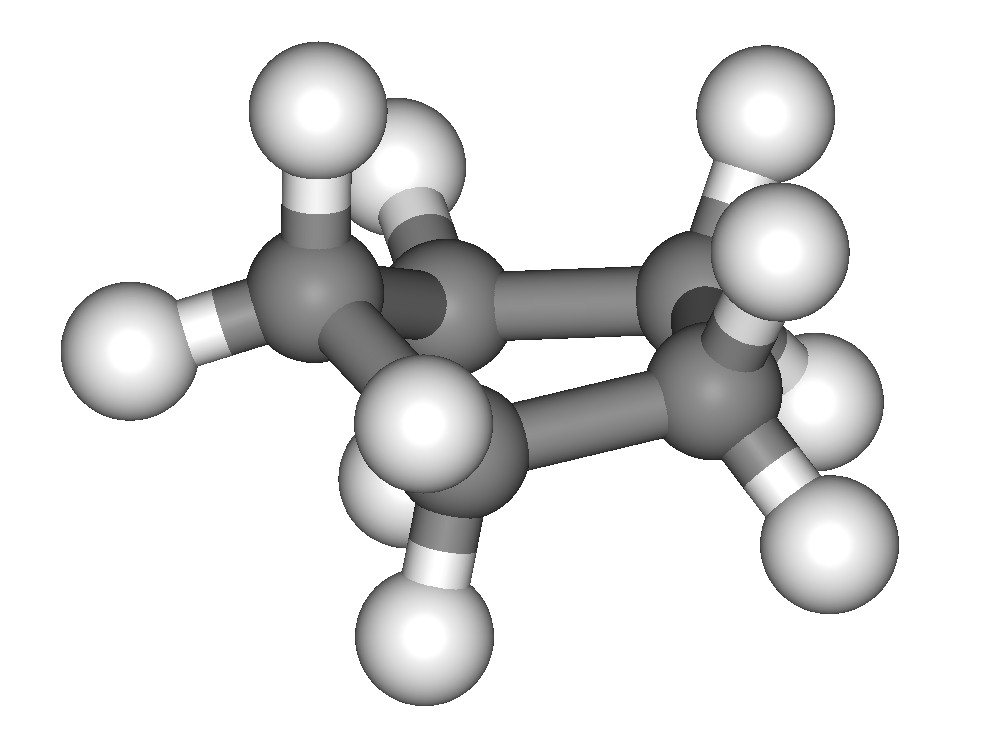
Struttura del ciclopentano in 3D.

Dunque, le forme a sedia e twist si possono definire isomeri conformazionali, avendo entrambi valori minimi di energia potenziale. In temperatura ambiente (25 °C) il rapporto tra conformazione a sedia/ conformazione a twist è di circa 10000:1.
Utilizzando le stesse argomentazioni, possiamo prevedere anche per il ciclopentano (C5H10) una struttura ripiegata.
Se pensiamo alla struttura del pentano in forma planare, notiamo che ciascuna coppia di legami presenta i legami ecclissati. Per ridurre la tensione torsionale, la molecola tende a cambiare leggermente la sua conformazione per ridurre la tensione torsionale e ottenere una certa tensione angolare. Per quanto riguarda il ciclopentano è stata ipotizzata una conformazione a forma di busta, che ha un’energia potenziale minima. 

### Anomeri
Gli anomeri rappresentano un tipo di isomeria ottica caratteristica dei carboidrati. La ciclizzazione dei monosaccaridi porta alla formazione di un atomo 
di carbonio emiacetalico (il C-1 nel d-glucosio, il C-2 nel d-fruttosio); infatti, esso 
è contemporaneamente il carbonio di un alcol e di un etere, dato che è legato sia a 
un gruppo ossidrile sia a un atomo di ossigeno. Il carbonio emiacetalico, che nella struttura ciclica diventa uno stereocentro, poiché è legato a quattro gruppi diversi (nel glucosio: H, OH, OC-5 e C-2).
Un atomo di carbonio emiacetalico e stereocentro è detto carbonio anomerico. Dunque, sono possibili due stereoisomeri detti ano-
meri che vengono distinti in α e β in base alla posizione del gruppo ossidrile. 
Per i monosaccaridi della serie d il gruppo OH è diretto verso il basso nell'anomero 
α e verso l'alto in quello β. I due stereoisomeri α e β del glucosio hanno proprietà 
fisiche differenti (temperatura di fusione, rotazione ottica specifica).

## Alcuni esempi di isomeria

### Esempi di isomeria di catena
I tre composti riportati in questo esempio hanno formula bruta: C8H16.

### Esempi di isomeria di posizione
I tre composti riportati in questo esempio sono tre fenoli. Differiscono per la posizione dei loro gruppi attorno all'anello. E i loro prefissi sono: orto- meta- para-.

## Isomeria cis-trans
Detta anche isomeria geometrica; affinché ci sia questo tipo di isomeria sono necessarie due condizioni:
- non deve esserci rotazione attorno al legame tra i due atomi di carbonio;
- ciascuno dei due atomi di carbonio deve essere legato a due gruppi diversi.

Per la prima condizione non può esserci isomeria cis-trans negli alcani in cui gli atomi di carbonio possono ruotare liberamente attorno al legame semplice; per la seconda non può esserci negli alchini in cui, essendo i due atomi di carbonio legati tramite un legame triplo, possono fare soltanto un altro legame). Pertanto l'isomeria cis-trans avviene solo negli alcheni e in alcuni casi nei cicloalcani. Le due coppie di composti riportate in questo esempio differiscono per la disposizione dei gruppi attorno a un elemento che impedisce rotazione, ad esempio un doppio legame o un anello.
Gli isomeri geometrici vengono comunemente classificati con due diversi tipi di nomenclatura: cis e trans o Z e E. Nella prima l'isomero cis è quello che ha due gruppi uguali dalla stessa parte di un doppio legame o di un ciclo, il trans li ha da parti opposte. Nel secondo tipo di nomenclatura, l'isomero Z è quello con i gruppi a priorità maggiore dalla stessa parte (la priorità viene stabilita in base alle regole di priorità usate per la nomenclatura dei composti chirali) mentre l'isomero E li ha da parti opposte. A volte può succedere che le configurazioni cis e Z si equivalgano, come del resto trans e E.
Per esempio, pendendo in considerazione la struttura di due idrocarburi clorurati, l'1,2-dicloroetano e l'1,2-dicloroetene, l'ibridazione degli atomi di carbonio nell'1,2-dicloroetano è sp³, e questo permette una rotazione relativamente libera attorno al legame semplice σ. Conseguentemente, non c'è differenza tra le due strutture a temperatura ambiente perché si incontrovertono velocemente. Contrariamente, la rotazione attorno al doppio legame (sigma + pi greco) nell'1,2-dicloroetene è proibita, infatti a temperatura ambiente l'1,2-dicloroetene è presente in due forme: cis-1,2-dicloroetene e trans-1,2-dicloroetene. Queste due forme sono composti differenti e hanno diverse proprietà e si possono considerare un esempio di isomeria geometrica. Se i due atomi di cloro si trovano dallo stesso lato rispetto al doppio legame, l'isomero prende il nome di cis-1,2-dicloroetene, mentre se si trovano da parti opposte, l'isomero diventa il trans-1,2-dicloroetene.

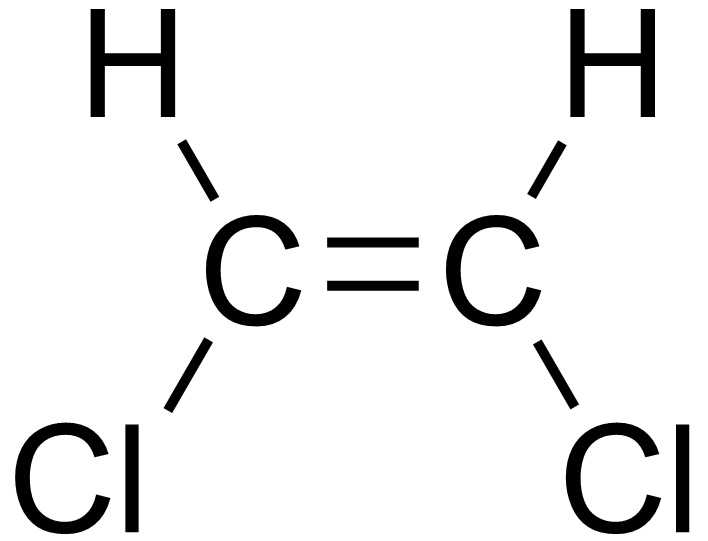
Cis-1,2-dicloroetene

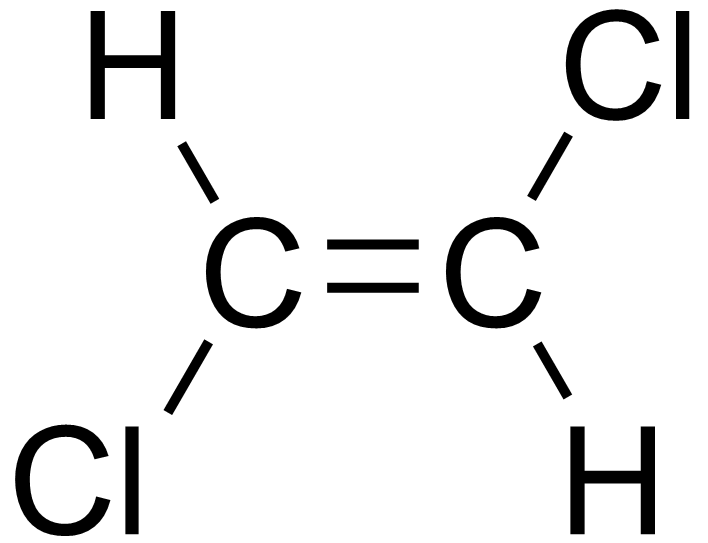
Trans-1,2-dicloroetene

## Isomeria ottica
Le due molecole riportate in questo esempio, differiscono solamente per il fatto di essere l'una l'immagine speculare, cioè non è possibile tracciare un piano che attraversi la molecola in due parti uguali, e quindi le due molecole non possono essere sovrapponibili fra loro (per fare alcuni esempi semplificativi, due guanti o due mani rispettano la descrizione, ma non due calze). 
Le molecole chirali vengono rappresentate dalle formule proiettive di Fischer, che ne consentono una rappresentazione intuitiva, se ne vengono rispettate le convenzioni: si usa un modello a croce, nell'intersezione dei cui bracci si trova il carbonio chirale; i bracci cuneati della croce rappresentano i leganti che fuoriescono dal paino di osservazione; i bracci tratteggiati rappresentano i gruppi o atomi che vi si trovano dietro. La formula consente rotazioni di 180° ma non di 90° o 270°, con le quali si otterrebbero gli altri enantiomeri. Due stereoisomeri che sono l'uno l'immagine speculare non sovrapponibile dell'altro si dicono enantiomeri (in questo caso, l'elemento stereogenico è un punto, cioè un atomo di carbonio). Questa proprietà è anche detta chiamata chiralità e viene detto chirale (da χειρός, mano) il carbonio stereocentro (legato a quattro gruppi o a singoli atomi differenti aventi configurazione di tipo sp3. Tra gli isomeri ottici possono verificarsi alcuni casi in cui si instaurano dei piani di simmetria interna nonostante la presenza di più centri chirali e prendono il nome di composti meso o forme meso, otticamente inattivi: ne è un esempio l'acido tartarico.
Questi enantiomeri non sono riconoscibili tramite la nomenclatura IUPAC (International Union of Pure and Applied Chemistry) per cui nel XX secolo il contributo dei tre chimici R.S. Cahn, C.K. Ingold e V. Prelog fu fondamentale per la creazione del sistema (R)-(S) che permette invece di distinguere le configurazioni dei centri chirali. L'attribuzione delle stesse lettere alle molecole avviene in base a quattro regole:
1. Ogni gruppo che si lega al centro chirale ha una priorità assegnatagli in base al proprio numero atomico e paragonato a quello degli altri leganti, espressa con lettere o numeri.
2. Nel momento in cui sono presenti due numeri atomici uguali essi non si considerano prioritari, bensì vengono considerati tali i successivi.
3. L’atomo che possiede il numero atomico maggiore ha la priorità su tutti gli altri.
4. I legami doppi o tripli vengono considerati come legami semplici.

Questo sistema non ha come riferimento una specifica molecola, com’era la glicerladeide nel sistema D/L, e permette di determinare la configurazione assoluta relativa ad ognuno dei carboni stereocentri.

L'enantiomero R (sopra) e S(sotto) della talidomide.

## L'importanza della stereochimica
L'importanza della stereochimica emerge anche in ambito farmaceutico: la talidomide apparì sul mercato per la prima volta negli anni cinquanta (più precisamente nel 1957) sotto diversi nomi commerciali. Per acquistarlo non era necessaria la prescrizione medica e solitamente veniva richiesto da donne in gravidanza perché riusciva a diminuire il senso di nausea e fare da sedativo. La talidomide veniva venduta come miscela di enantiomeri, miscela racema (per questioni economiche e di semplicità nella produzione industriale). In seguito a studi venne dimostrato che le due molecole di talidomide in forma (R) ed (S) avevano attività completamente differenti: la prima era effettivamente tranquillizzante e sedativa, mentre la seconda possedeva proprietà teratogene (dal greco Τέρας, mostro), letteralmente generatore di mostri. Dopo questo evento furono stabilite rigorose norme per verificare la mancata capacità teratogena dei farmaci prima dell'entrata in commercio. Attualmente si stanno facendo degli esperimenti per valutare la sua efficacia nel trapianto del midollo osseo.
Altri esempi che mostrano le differenze tra le molecole (R) ed (S) sono la molecola di limonene che possono avere, rispettivamente, profumo di arancio e di limone; l'L-DOPA è biologicamente atttivo come precursore di diversi neurotrasmettitori catecolaminici ed è utilizzato come trattamento per la malattia di Parkinson, mentre il D-DOPA è metabolicamente inattivo. In ambito biologico inoltre ricordiamo gli enzimi, caratterizzati dalla selettività nei confronti del proprio substrato, con il quale devono formare un complesso. Se la disposizione spaziale della molecola non permette l'associazione tra catalizzatore e substrato la reazione biologica non avviene.

### Proprietà differenti degli enantiomeri
L'isomeria ottica è un particolare tipo di isomeria in cui i due composti isomeri presentano le stesse identiche proprietà fisiche e chimiche (a parte la diversa reattività con altre molecole chirali), tranne che per quanto riguarda due proprietà ottiche diverse:
1. Ruotano il piano della luce polarizzata dello stesso angolo, ma in direzioni opposte, quindi se si fa passare un raggio di luce in una soluzione con i due isomeri ottici all'interno di un polarimetro la luce non viene deviata se nel polarimetro è presente una soluzione contenente la stessa identica quantità dei due isomeri, ossia una soluzione "racemica"; solo in questo caso la luce non subisce alcuna deviazione. L'angolo α di cui ruota il piano di vibrazione della luce polarizzata dopo aver attraversato una soluzione è detto potere rotatorio specifico di una sostanza.
2. Possono essere riconosciuti in maniera diversa da enzimi. Gli enzimi, definiti anche come catalizzatori biologici, sono in grado di identificare e associarsi ad un solo tipo dei due enantiomeri;inoltre alcuni enzimi possono legare un substrato e trasformarlo in un prodotto che teoricamente potrebbe essere presente come due enantiomeri diversi, ma in pratica formerà solo uno dei due, questo per l’elevata specificità degli enzimi. Ad esempio gli amminoacidi che hanno un carbonio chirale, sono molecole che teoricamente possono esistere sia nella forma “D”, sia nella forma “L”, ma praticamente in natura si trovano solo gli amminoacidi della serie L. Gli zuccheri, invece, sono idrati del carbonio che teoricamente possono avere sia la forma D che la forma L, ma in natura si trova in maggior parte la forma D.

### Sistema D/L o Convenzione di Fischer-Romanoff
È sistema utilizzato per la nomenclatura delle molecole chirali, che prende come punto di riferimento la gliceraldeide. Il primo dei tre atomi di carbonio che costituiscono questa molecola organica, è legato con un doppio legame ad un atomo di ossigeno e ad un atomo di idrogeno (-CHO, un gruppo aldeidico); mentre il secondo atomo di carbonio è legato ad un numero di idrogeno, ed infine il terzo ed ultimo atomo è legato a due atomi di idrogeno ed ad un altro gruppo ossidrilico -OH. 

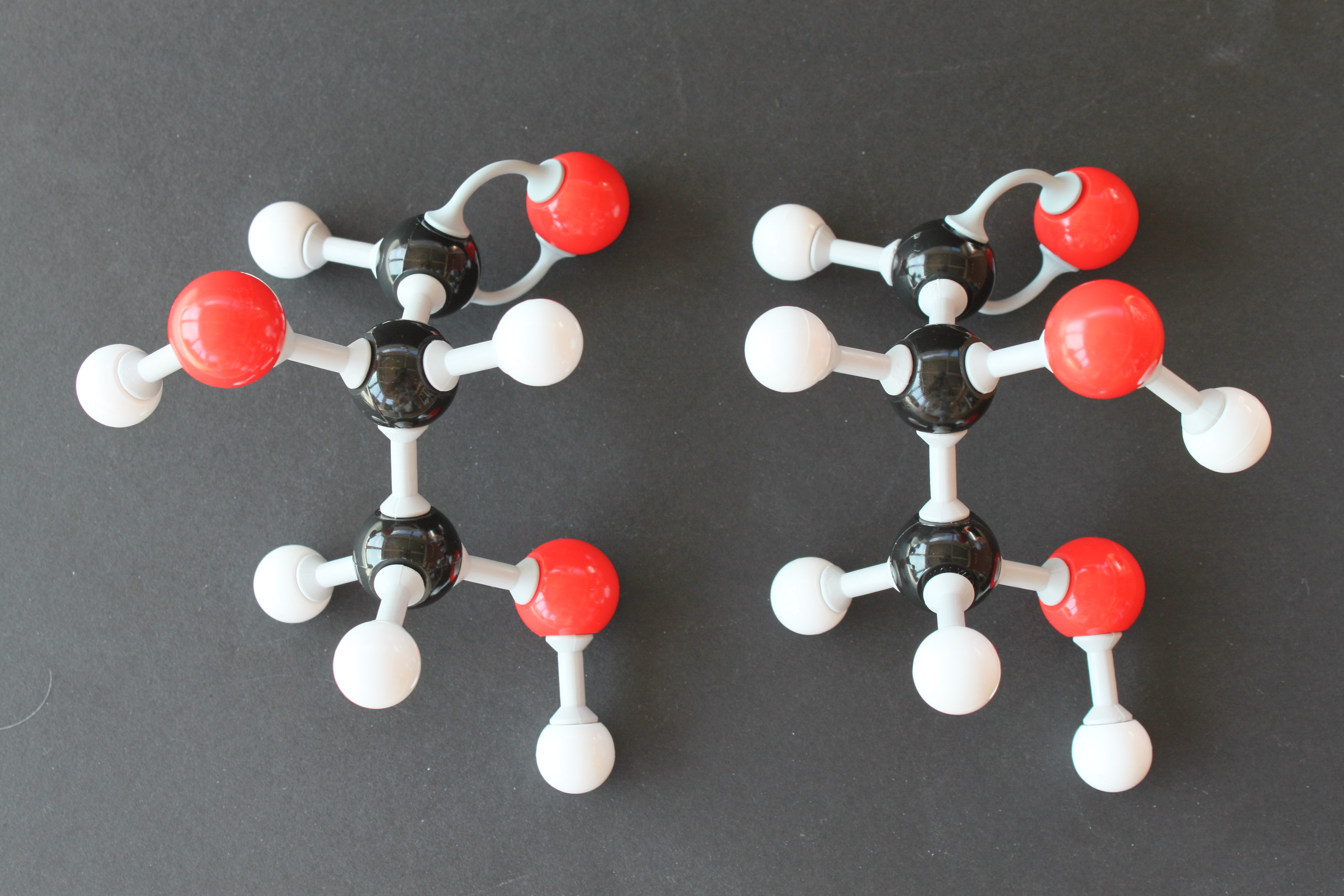
Gliceraldeide L e D. Opera di Bin im Garten.

Il legante al primo atomo di carbonio è sempre posto in alto, perché costituisce il carbonio più ossidato; inoltre la catena carboniosa è scritta verticalmente ed il terzo atomo, che non è stereogenico, viene scritto normalmente, mentre il secondo atomo che è stereogenico può essere scritto con il gruppo ossidrilico a destra o a sinistra, e la stessa cosa riguarda per l’atomo di idrogeno. Se il gruppo ossidrilico si trova a sinistra sarà un isomero di tipo L, se invece l’-OH si trova a destra allora è un isomero di tipo D.
Ogni altro composto contenente un carbonio asimmetrico può essere riconducibile ad uno dei due isomeri della gliceraldeide. È necessario specificare che questo sistema D/L non ha nulla a che vedere con il potere rotatorio della molecola, è solo una convezione, quindi i due sistemi sono indipendenti.

### Stereoisomeria e potere rotatorio
Spesso possiamo trovare che gli stereoisomeri vengono chiamati isomeri ottici. Nella nomenclatura tradizionale venivano contrassegnati con i segni (+) e (–) e chiamati destrogiro o levogiro. Il motivo per cui gli stereoisomeri venivano designati in questo modo è legato al comportamento diverso che hanno quando colpiti dalla luce polarizzata, mentre le proprietà fisiche e chimiche sono identiche nei due isomeri. Un fascio di luce polarizzato deriva da una sorgente di luce monocromatica, pensiamo per esempio a un fascio generato da vapori di sodio metallico con lunghezza d’onda (λ) di 589 nm. Una volta generato, questo fascio passa attraverso un prisma che ha una particolare composizione chimica, chiamato polarizzatore. Il polarizzatore riesce a selezionare un unico piano di vibrazione della luce emessa dalla sorgente (che vibra in infiniti piani). Immaginiamo che questo fascio di luce attraversa un contenitore di quarzo, chiamato anche tubo portacampione, che contiene solvente puro e successivamente passa in un prisma, chiamato anche analizzatore. L’intensità di questo fascio di luce è massima quando gli assi dei due prismi risultano paralleli. Quando il contenitore del solvente è riempito con una soluzione contenente uno dei due isomeri ottici, il fascio di luce polarizzata è deviato verso destra e verso sinistra con un certo angolo α, chiamato potere rotatorio.

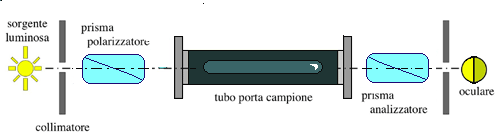
Schema degli costituenti di un polarimetro.

Dunque, si dice che enantiomeri possiedono un’attività ottica che corrisponde al valore dell’angolo di rotazione del fascio di luce. Uno stereoisomero può avere una deviazione in senso orario (+), oppure in senso antiorario (-), ma il suo enantiomero provocherà una deviazione che è uguale in valore assoluto, ma di segno opposto. Quando la miscela è composta in parti uguali dei due enantiomeri viene chiamata miscela racemo e tale tipologia di miscela non è in grado di deviare la luce, per cui la sua attività ottica è nulla.
Il valore dell’angolo di deviazione dipende da una serie di fattori come la lunghezza d’onda della luce, dalla temperatura, dal numero delle molecole che incontra il raggio che è stato polarizzato (che è direttamente proporzionale alla concentrazione dell’enantiomero) e dalla natura chimica del solvente.

#### Potere rotatorio specifico
Il valore del potere rotatorio diviso per la lunghezza del contenitore della soluzione che viene attraversato dal fascio di luce l (espresso in dm) e la concentrazione c (in g/ml) ci darà proprio il valore del potere rotatorio specifico. 
[α]20D*=α/l*c
*D rappresenta la linea dello spettro a righe del Na che corrisponde all’emissione di luce monocromatica con lunghezza d’onda λ di 589nm, mentre 20 indica che la misurazione è stata effettuata alla temperatura di 20 °C.

## Nuclidi
Il termine isomero viene utilizzato anche per indicare stessi isotopi che differiscono solamente per il diverso stato eccitato.